# Norsk kjempedans
Norsk kjempedans is een compositie van Johan Halvorsen. Het was een bewerking van een Noors volksdansje, dat terugleidt op trollen (Kjempe).
Halvorsen gaf zelf leiding aan de eerste uitvoering in Oslo op 26 maart 1927. Op diezelfde avond werd het werk Galder van Halvorsen uitgevoerd. Van dat werk is echter niets bewaard gebleven. 
In 1930 keerde Halvorsen terug naar de trollen met zijn Askeladden.
Halvorsen schreef zijn Kjempedans voor:
- 1 dwarsfluiten, 2 klarinetten, 1 trompetten,  1 trombones
- pauken, 1 man/vrouw percussie,  piano
- violen, altviolen, celli, contrabassen